# Svenn Crone
Svenn Crone (Rødovre, 20 maggio 1995) è un calciatore danese, difensore del Fredericia.

## Carriera

### Club
Ha giocato nella prima divisione danese ed in quella norvegese.

### Nazionale
Ha giocato nelle nazionali giovanili danesi Under-16, Under-17, Under-18, Under-19 ed Under-20.

## Palmarès

### Club

#### Competizioni nazionali
- Coppa di Danimarca: 1

Brøndby: 2017-2018
- 1. divisjon: 1

Brann: 2022
- Coppa di Norvegia: 1

Brann: 2022-2023